# Michael Schmid
Michael Schmid, född den 18 mars 1984 i Frutigen, Schweiz, är en schweizisk freestyleåkare.
Han tog OS-guld i herrarnas skicross i samband med de olympiska freestyletävlingarna 2010 i Vancouver.